# Noni
Der Nonibaum (Morinda citrifolia L., Syn.: Morinda bracteata Roxb.) ist eine Pflanzenart aus der Gattung Morinda innerhalb der Familie der Rötegewächse (Rubiaceae). Die Noni ist die Frucht des Nonibaumes. In englischer Sprache gibt es den Trivialnamen „Indian mulberry“, dies wird manchmal als „Indischer Maulbeerstrauch“ oder „Indischer Maulbeerbaum“ wiedergegeben.

## Beschreibung

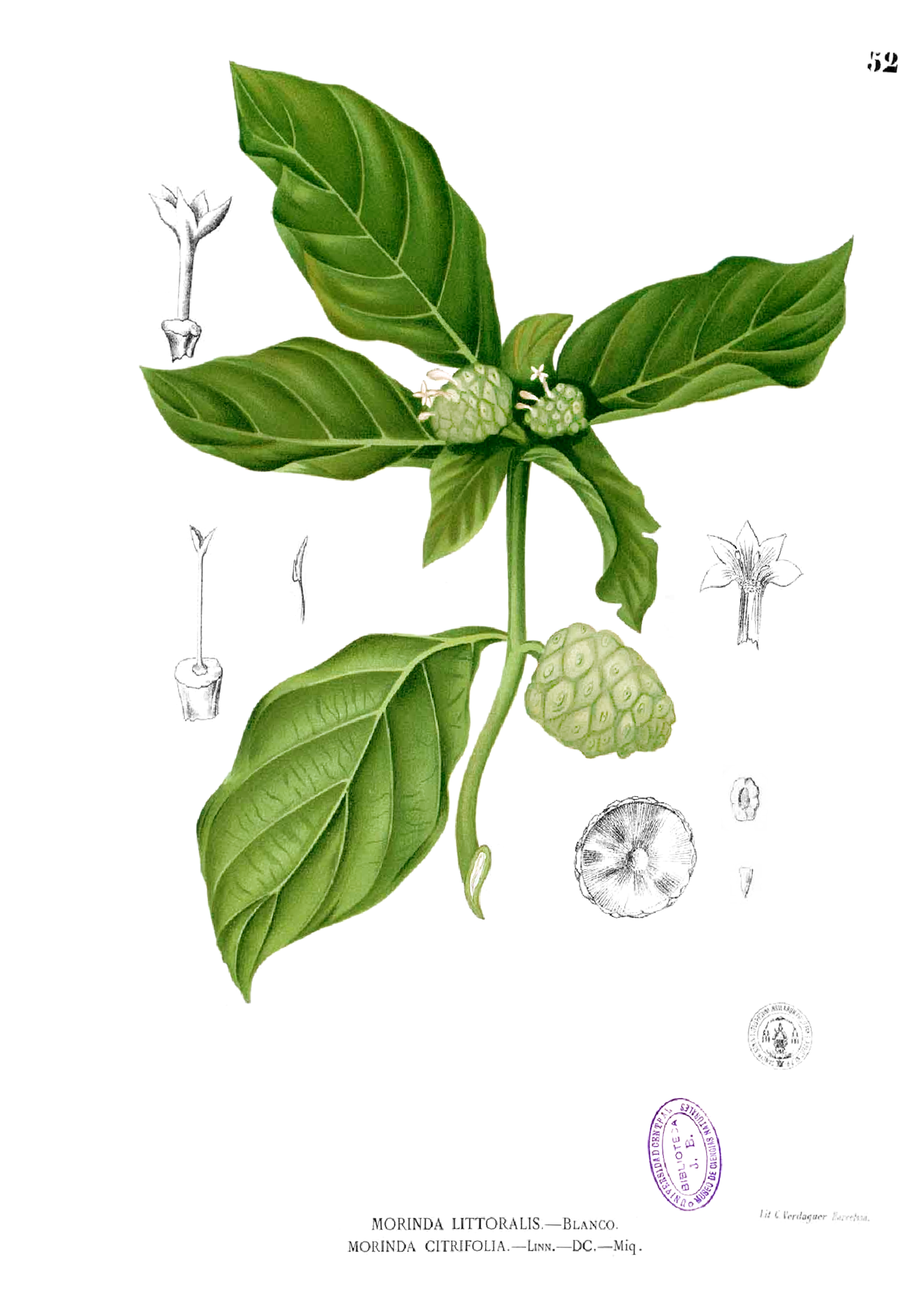
Illustration

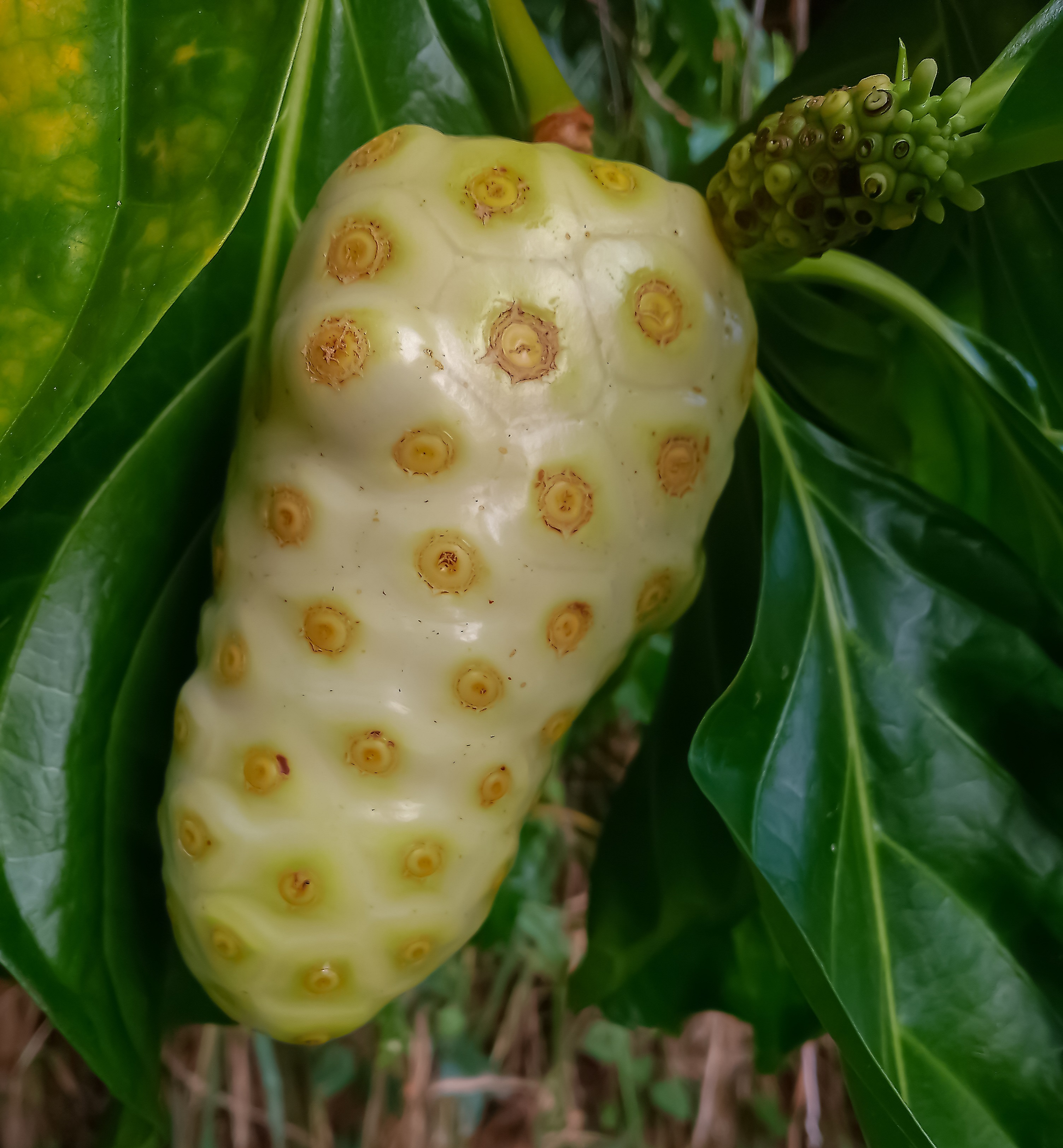
Frucht des Nonibaums

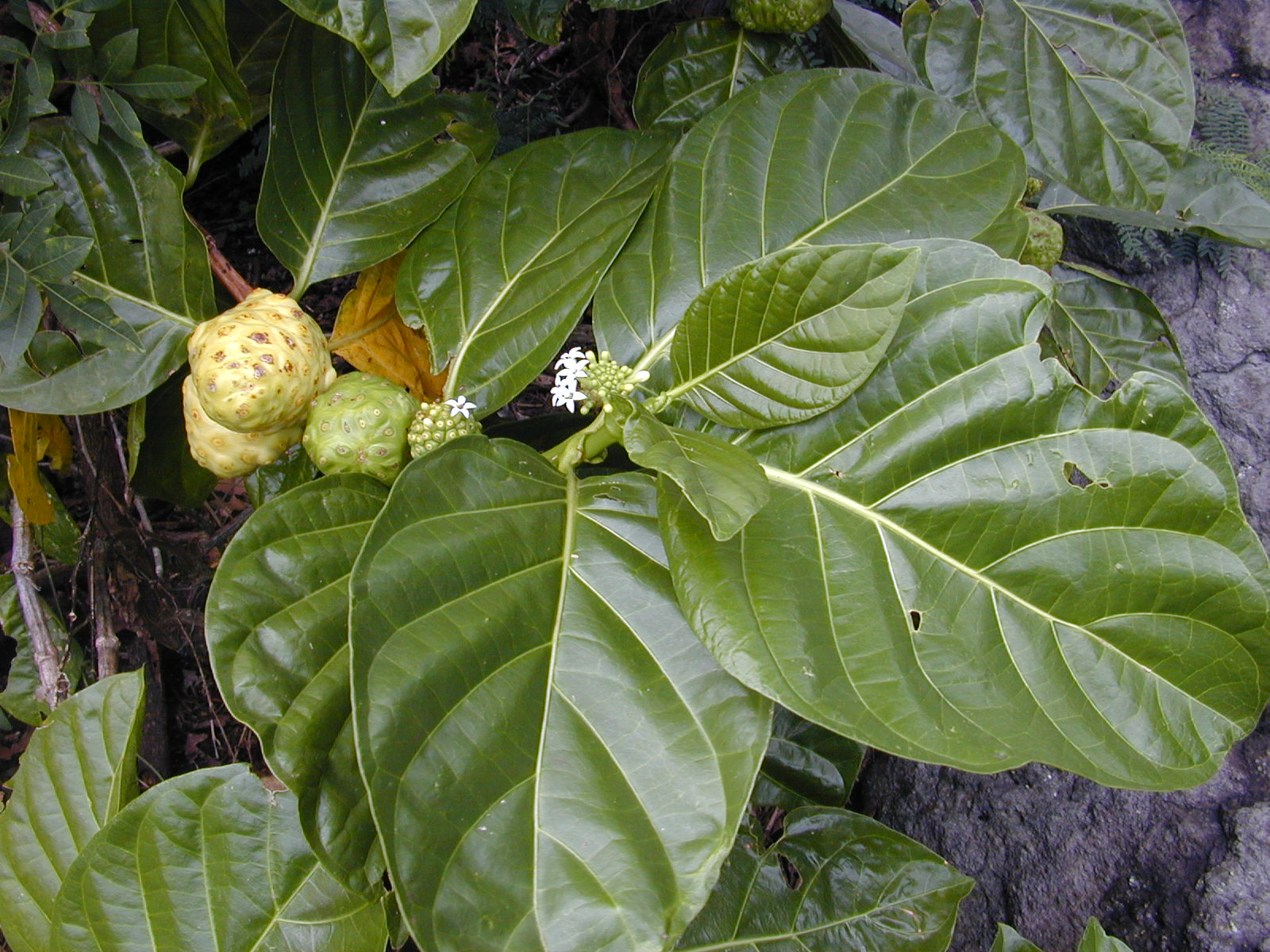
Zweig mit Laubblättern, Blütenstand und Früchten

Der Nonibaum wächst als immergrüner, kleinerer Baum oder Strauch etwa 5 bis 10 Meter hoch. Die jüngeren Zweige sind kantig, rippig und kahl.
Seine kahlen, ledrigen, etwas steifen und gegenständigen, eiförmigen bis elliptischen, lanzettlichen oder verkehrt-eiförmigen und kurz gestielten Laubblätter sind einfach. Die recht großen, ganzrandigen und glänzenden Blätter sind 15 bis 40 Zentimeter lang. Die weißliche Nervatur ist wechselnd gefiedert. Es sind kleinere Nebenblätter vorhanden.
Die duftenden, distylen Blüten mit einem fleischigen, vier- bis sechseckigen Blütenbecher stehen in achselständigen und kurz gestielten Köpfchen, Büscheln zusammen. Die zwittrigen und fünf- bis sechszähligen Blüten mit doppelter Blütenhülle sind weiß. Der Kelch ist meist zu einem stumpfen und ganzrandigen, kleinen Ring verwachsen. Es können kleine Deckblätter oder Calycophyllen (vergrößerte Kelchblätter) vorhanden sein. Die meist kahlen Kronblätter sind stieltellerförmig verwachsen, mit grünlicher Kronröhre und mit zurückgelegten, dicklichen und innen gekielten und eilanzettlichen, weißen Zipfeln. Es ist nur ein Staubblattkreis in der, im Schlund manchmal behaarten, Kronröhre vorhanden, die Staubblätter mit länglichen Antheren sind eingeschlossen oder etwas vorstehend. Zwei Fruchtblätter sind zu einem unterständigen Fruchtknoten verwachsen. Der mehr oder weniger lange, meist vorstehende Griffel trägt eine zweilappige, -ästige Narbe.
Die Nonifrucht ist ein Fruchtverband aus Steinfrüchten und etwa 6 bis 12 Zentimeter lang. Im reifen Zustand ist sie grünlich-gelblich bis -weißlich, eiförmig bis länglich, weichlich und stinkend. Die Früchte sind glatt, leicht runzlig und stärker oder schwächer vier- bis sechseckig genetzt, sowie mit den vielen, rundlichen, warzenförmigen Kelchresten gepunktet. Die kleinen, bräunlichen Steinkerne sind eiförmig sowie einsamig, bis etwa 1 Zentimeter lang und sie enthalten Luftkammern. Die Samen liegen in einem weißlich, saftigen und transparenten Fruchtfleisch. Der Geschmack und Geruch der reifen Früchte ist ähnlich dem von Handkäse oder Gorgonzolakäse mit leichter Schärfe, er wird daher, ähnlich der Durian, von manchen als unangenehm empfunden.
Die Chromosomenzahl beträgt 2n = 44.

## Verbreitung und Anbaugebiete
Vermutlich war Morinda citrifolia ursprünglich im australischen Bundesstaat Queensland heimisch. Von dort verbreitete sie sich sowohl über den Indischen Ozean als auch in die polynesische Inselwelt. Polynesische Seeleute brachten sie vor über 2000 Jahren nach Hawaii, wo sie unter dem Namen „Noni“ bekannt wurde. Heute findet man die Pflanze auch in vielen Küstenregionen Mittelamerikas und Westindiens sowie auf Madagaskar.

## Verwendung
Trotz des Geruchs von faulem Käse im reifen Zustand werden die Früchte roh gegessen oder auch verschiedenartig zubereitet. Sie werden auch zu einem gezuckerten Getränk zubereitet.
Mit der Wurzel des Nonibaums werden Rottöne bei der Färbung der traditionellen Stoffe Timors (Tais) erreicht.
Noni wird neuerdings in einigen Staaten hauptsächlich als Fruchtsaftgetränk (Nonisaft) in verschiedenen Mischungen angeboten und vielfach per Netzwerk-Marketing vertrieben. 

### Vermarktung
Noni-Produkte gelten als neuartige Lebensmittel, die nach der Novel-Food-Verordnung in der Europäischen Union eine Zulassung benötigen. Danach müssen die Hersteller oder Anbieter nachweisen, dass von einem neu auf dem europäischen Markt angebotenen Lebensmittel keine gesundheitlichen Gefahren für den Verbraucher ausgehen. Dies umfasst nur die Bestätigung der Unschädlichkeit des Produktes für den Konsumenten und nicht den Nachweis gesundheitlicher Wirksamkeit. Im Jahr 2003 gestattete die Europäische Kommission das Inverkehrbringen von Nonisaft (Saft aus der Frucht der Spezies Morinda citrifolia L.). Auflagen für den Vertrieb waren unter anderem die Pasteurisierung des Getränks und der Verzicht auf Werbeaussagen, die dem Produkt eine gesundheitsfördernde Wirkung unterstellen. Auf dem Etikett des Erzeugnisses selbst oder im Zutatenverzeichnis der Fruchtsaftgetränke, die das Erzeugnis enthalten, muss gemäß der Richtlinie 2000/13/EG die Bezeichnung „Nonisaft“ oder „Morinda-citrifolia-Saft“ erscheinen.
Auch nach der Zulassung des Nonisaftes „Tahitian Noni“ als Lebensmittel („Novel Food“) ist nach dem Lebensmittelrecht die Werbung mit gesundheitsbezogenen Aussagen zur Heilung und Linderung von Krankheiten wegen nicht nachgewiesener Wirksamkeit verboten. Zudem gilt diese Zulassung lediglich für die darin angeführten Produkte des Antragstellers. Weitere Produkte (auch Nonisaft anderer Hersteller) müssen gesondert zur Genehmigung eingereicht werden. Eine Liste der in der EU zugelassenen Nonisaft-Produkte ist – ständig aktualisiert – auf der Website der Kommission  veröffentlicht.
Seit 2008 sind auch Noniblätter als Novel Food zugelassen. Am 21. April 2010 erteilte die Europäische Kommission darüber hinaus auch die Novel-Food-Zulassung für Nonipüree und Nonikonzentrat.
Nach der Health-Claims-Verordnung der EU dürfen für Lebensmittel Angaben über gesundheitsbezogene Eigenschaften wie etwa „stärkt die Abwehrkräfte“, „cholesterinsenkend“ oder „unterstützt die Gelenkfunktionen“ nur noch dann angegeben werden, wenn sie als „Claim“ in einer Liste (Gemeinschaftsregister) aufgeführt und damit für ein Lebensmittel oder eine Lebensmittelzutat zugelassen sind.

### Medizinische Wirkung
Dem Saft werden gesundheitsfördernde und heilende Wirkungen nachgesagt, für die unter anderem ein angeblicher Wirkstoff namens Xeronin verantwortlich sei. Dieser ist jedoch in der medizinischen und pharmazeutischen Wissenschaft unbekannt. Für die Anwendung zur Behandlung von Krankheiten mit Noniprodukten wäre in vielen Staaten eine Zulassung als Arzneimittel gesetzlich vorgeschrieben. Im Jahr 2001 verordnete das Bundesinstitut für Arzneimittel und Medizinprodukte wegen Nichtwirksamkeit des Produktes ein vorläufiges Verbot für Nonisaft. 
Die US-Aufsichtsbehörde für Lebensmittel- und Arzneimittelsicherheit FDA verwarnte bereits mehrfach Firmen, die mit medizinischer oder gesundheitsfördernder Wirkung von Noniprodukten warben. Solche Werbung ist unzulässig, da in den USA kein Noniprodukt als Arzneimittel zugelassen ist.
Das österreichische Testmagazin Konsument berichtete 2005 über drei Fälle schwerer Leberentzündung nach der Einnahme von Nonisaft. Dem Bericht wurde seitens der Herstellerfirma widersprochen, die diverse Gründe aufführte, warum der Nonisaft nicht verantwortlich für die Leberschäden gewesen sei.
Ergänzend zu der bereits im Jahr 2003 veröffentlichten Unbedenklichkeitsbescheinigung durch das EU Scientific Committee on Foods (SCF) veröffentlichte die Österreichische Agentur für Gesundheit und Ernährungssicherheit (AGES) einen eigenen Untersuchungsbericht, in dem ein Zusammenhang zwischen dem Konsum von Tahitian Noni Juice und Lebertoxizität verneint wird („Eine lebertoxische Wirkung durch das oben beschriebene Produkt ist aufgrund der derzeit vorliegenden Erkenntnisse nicht nachvollziehbar.“).
In zwei wissenschaftlichen Publikationen aus dem Jahr 2005 wurden drei Fälle von akuter Leberentzündung (Hepatitis) beschrieben, bei denen ein Zusammenhang mit dem Verzehr von Nonisäften bestehen könnte. Nach diesen Berichten hatte die französische Lebensmittelbehörde Agence française de sécurité sanitaire (AFSSA) im Oktober 2005 eine Warnung an Konsumenten veröffentlicht, nicht mehr als 30 ml Nonisaft pro Tag einzunehmen. In Deutschland prüfte das Bundesinstitut für Risikobewertung (BfR) Anfang 2006 einen Fall von Leberentzündung nach Verzehr von Nonisaft.
Die Europäische Behörde für Lebensmittelsicherheit (EFSA) leitete ihrerseits ein Prüfverfahren dazu ein, ob aufgrund der aufgetretenen Fälle eine Neubewertung hinsichtlich der Lebensmittelsicherheit erforderlich ist. Am 6. September 2006 veröffentlichte sie ihren Untersuchungsbericht, der besagt, dass der Konsum von Tahitian Noni Juice unbedenklich sei („On the basis of the available toxicological information […] the Panel considers it unlikely that consumption of noni juice, at the observed levels of intake, induces adverse human liver effects.“). Betont wird, dass die Untersuchung sich ausschließlich auf mögliche Leberschädigungen bezog und keine Aussagen zur medizinischen Wirksamkeit des Produktes gemacht werden. Dennoch wurde nach Veröffentlichung des Gutachtens der EFSA wiederholt über Fälle von Leberversagen nach Konsum von Nonisaft berichtet.
In einem im Dezember 2002 veröffentlichten Schreiben hält das wissenschaftliche Gremium für Lebensmittel der EU Nonisaft in den angebotenen Mengen zwar für akzeptabel, hält allerdings auch fest, dass die Angaben und Informationen über Noni keinerlei Beweise für eine besondere gesundheitsfördernde Wirkung von „Nonisaft“ liefern, die über diejenige von anderen Fruchtsäften hinausgehen. Dieser Beurteilung der EU schließt sich das Bundesamt für Gesundheit in der Schweiz an, wo zudem auch jegliche gesundheitsfördernde Anpreisungen in Zusammenhang mit Nonisaft nicht zulässig sind. Heilanpreisungen sind sowohl in der EU als auch in der Schweiz verboten.